# Vlkoš (stacja kolejowa)
Vlkoš – stacja kolejowa w miejscowości Vlkoš, w kraju południowomorawskim, w Czechach. Znajduje się na wysokości 200 m n.p.m..
Jest zarządzana przez Správę železnic. Na stacji istnieje możliwości zakupu biletów i rezerwacji miejsc. 

## Linie kolejowe
- 340 Brno – Trenčianska Teplá